# Jarmila Řebíčková
Jarmila Řebíčková (Helešicová) rozená Šímová (1930) je bývalá československá a česká sportovní plavkyně.
Plavat se naučila v sportovních kurzech při Kuritoriu v roce 1944. Závodnímu plavání se však začala věnovat relativně pozdě ve 23 letech jako členka nového brněnského univerzitního plaveckého klubu Slavia VŠ pod vedením Josefa Kopřivy a Zdeňka Jelínka. Specializovala se výhradně na plaveckou techniku prsa.
Poprvé na sebe upozornila svými zaplavanými časy v roce 1954 a v září startovala na mistrovství Evropy v italském Turíně. Na 200 m prsa nepostoupila z rozplaveb do dalších bojů.
V olympijském roce 1956 zaplavala na svou dobu výborný čas na 200 m prsa 2:58,1, který jí řadil na třinácté místo světových tabulek. V redukované tabulce – mohly startovat např. pouze dvě Němky, byla na devátém místě. V říjnu byla podmínečně nominovaná na listopadové olympijské hry v Melbourne a byla přihlášena do závodu. Její start však byl podmíněn neúčastí týmu cyklistických stíhačů – o účasti stíhačky měl rozhodnout zajetý čas na závodech v Miláně koncem října. Stíhačka stanovený limit zvládla a do Melbourne jela místo ní a dvou kanoistů.
Sportovní kariéru ukončila v roce 1960. Věnovala se trenérské práci, od roku 1963 ve sloučeném brněnském plaveckém klubu TJ Rudá hvězda Brno (dnešní Kometa). Později i funkcionářské práci, jako organizátorka plaveckých závodů pro veřejnost a veterány.
V roce 1977 v rozhovoru uvedla, že v našich podmínkách nemá plavání tradici pro svůj sezónní charakter a velký nedostatek krytých bazénů (lázní) v minulosti – plavat se dalo ve velkém pouze v létě. Země jako Maďarsko bez přístupu k moři, má oproti Česku velké množství teplých pramenů, ve kterých se dalo celoročně plavat. V Brně bránilo v rozvoji plavectví dlouho přerušovaná období: "Protože se tu až příliš často začínalo znovu, jak se říká od píky." K aktuální (rok 1977) situaci v Brně uvedla, že čekají již 10 let na dostavbu plaveckého stadionu: "Bazén vyřeší jen určité problémy. Například nedostatek tréninkových hodin pro špičku a částečně možnost učit další děti plavat. Aby nový bazén znamenal novou kvalitu práce, bylo by nutno už teď vytvořit velmi dobře promyšlený systém práce. Od dětí školního věku až po plaveckou špičku. Má Brno dost sil, aby takový systém vytvořilo? Systém, který nebude mít dostatek trenérů nemůže být kvalitnější. Dobrý systém je pro práci nesmírně důležitý. Ale ani sebelepší systém nezaručuje, že vyprodukuje velké trenérské osobnosti. Kdežto naopak je jisté, že velké trenérské osobnosti se podaří vytvořit dobře fungujícím systémem celkem snadno."